# Maisir
Im Islam ist Maisir (arabisch ميسر, maisir) das in der Glaubenspraxis vieler Muslime verbotene Glücksspiel. Das koranische Maisir bezeichnet ursprünglich Lospfeile. Bei dem Spiel gaben die höchstens sieben Spieler gekennzeichnete Pfeile in einen Behälter. Diese Pfeile wurden durch weitere neutrale Pfeile ergänzt. Anschließend wurden die Pfeile geschüttelt und gezogen. Gespielt wurde beispielsweise um Kamele. Bezahlen musste derjenige das Kamel, dessen Pfeile nicht gezogen wurden.
Dieses Verbot umfasst alle Glücksspiele und Wetten um Geld oder Dinge von Wert, bei denen der Einsatz bei Nichtgewinn verloren geht.
Als religiöse Grundlage dienen in erster Linie Sure 2 Vers 219:

„Man fragt dich nach dem Wein und dem Losspiel. Sag: In ihnen liegt eine schwere Sünde. Und dabei sind sie für die Menschen (auch manchmal) von Nutzen. Die Sünde, die in ihnen liegt, ist aber größer als ihr Nutzen. Und man fragt dich, was man spenden soll. Sag: Den Überschuss (von dem, was ihr besitzt)! So macht Gott euch die Verse klar. Vielleicht würdet ihr nachdenken.“

Sowie Sure 5 Vers 90:

„Ihr Gläubigen! Wein, das Losspiel, Opfersteine und Lospfeile sind (ein wahrer) Greuel und Teufelswerk. Meidet es! Vielleicht wird es euch (dann) wohl ergehen.“